# Строгино (район на Москва)
Строгино е административен район на Северозападен окръг в Москва.